# Championnats d'Europe de karaté 2025
Navigation
Édition précédente Édition suivante
Les Championnats d’Europe de karaté 2025, soixantième édition des Championnats d'Europe de karaté se déroulent du 7 au 11 mai 2025 à Erevan, en Arménie, sous l’organisation de la Fédération européenne de karaté (EKF) et de la Fédération arménienne de karaté.
À l’origine, le concours devait se tenir à Bakou (Azerbaïdjan), mais en novembre 2023, le nouveau lieu a été annoncé,

## Podiums

### Hommes
| Épreuve           | Or | Argent | Bronze |
| ----------------- | --- | --- | --- |
| Kata              | Enes Özdemir (TUR) | Raúl Martín Romero (ESP) | Vladimir Mijač (MNE) |
| Kata              | Enes Özdemir (TUR) | Raúl Martín Romero (ESP) | Alessio Ghinami (ITA) |
| Kata par équipe   | Espagne- Raúl Martín Romero - Salvador Balbuena - Iván Martín Montenegro - Alejandro Galán Lacón                             | Italie- Alessio Ghinami - Gianluca Gallo - Mattia Busato - Alessandro Iodice                                                    | France- Lucas Hoffmann - Tom Peltier - Mahel Stassiaux - Gaetan Couture                                                                                            |
| Kata par équipe   | Espagne- Raúl Martín Romero - Salvador Balbuena - Iván Martín Montenegro - Alejandro Galán Lacón                             | Italie- Alessio Ghinami - Gianluca Gallo - Mattia Busato - Alessandro Iodice                                                    | Turquie- Enes Özdemir - Emre Vefa Göktaş - Hüseyin Can Göksu |
| Kumite −60 kg     | Akhmed Akhmedov (EKF) | Orges Arifi (ALB) | Balša Vojinović (MNE) |
| Kumite −60 kg     | Akhmed Akhmedov (EKF) | Orges Arifi (ALB) | Yura Zalian (ARM) |
| Kumite −67 kg     | Ömer Özer (TUR) | Yurik Ogannisian (EKF) | Nenad Dulović (MNE) |
| Kumite −67 kg     | Ömer Özer (TUR) | Muhammed Özdemir (GER) | |
| Kumite −75 kg     | Ernest Sharafutdinov (EKF)                                                                                                   | Nemanja Mikulić (MNE) | Betim Maliqi (KOS) |
| Kumite −75 kg     | Ernest Sharafutdinov (EKF)                                                                                                   | Nemanja Mikulić (MNE) | Konstantinos Zyguris (GRE) |
| Kumite −84 kg     | Ivan Kvesić (CRO) | Valeri Chobotar (UKR) | Janne Haubold (GER) |
| Kumite −84 kg     | Ivan Kvesić (CRO) | Valeri Chobotar (UKR) | Gor Nersisian (ALB) |
| Kumite +84 kg     | Mehdi Filali (FRA) | Anđelo Kvesić (CRO) | Ryzvan Talibov (UKR) |
| Kumite +84 kg     | Mehdi Filali (FRA) | Anđelo Kvesić (CRO) | Matteo Avanzini (ITA) |
| Kumite par équipe | Italie- Luca Maresca - Angelo Crescenzo - Matteo Fiore - Daniele De Vivo - Matteo Avanzini - Michele Martina - Simone Marino | Croatie- Ivan Martinac - Boran Berak - Ivan Kvesić - Anđelo Kvesić - Dino Šimunec - Ivan Pehar - Toma Mileta - Mislav Plesivčak | Grèce- Ilias Psomas - Konstantinos Mastrogiannis - Georgios Baliotis - Konstantinos Zygouris - Athanasios Nikopoulos - Christos-Stefanos Xenos - Nikolaos Moraitis |
| Kumite par équipe | Italie- Luca Maresca - Angelo Crescenzo - Matteo Fiore - Daniele De Vivo - Matteo Avanzini - Michele Martina - Simone Marino | Croatie- Ivan Martinac - Boran Berak - Ivan Kvesić - Anđelo Kvesić - Dino Šimunec - Ivan Pehar - Toma Mileta - Mislav Plesivčak | France- Ryan Gari - Ilies Elguir - Issa Lardjoum - Kilian Cizo - Enzo Berthon - Mehdi Filali - Younesse Salmi - Thanh-Liêm Lê                                      |

### Femmes
| Épreuve           | Or                                                                                                 | Argent                                                                                 | Bronze                                                                                      |
| ----------------- | -------------------------------------------------------------------------------------------------- | -------------------------------------------------------------------------------------- | ------------------------------------------------------------------------------------------- |
| Kata              | Terryana D'Onofrio (ITA)                                                                           | Helvétia Taily (FRA)                                                                   | Dilara Bozan (TUR)                                                                          |
| Kata              | Terryana D'Onofrio (ITA)                                                                           | Helvétia Taily (FRA)                                                                   | Paola García Lozano (ESP)                                                                   |
| Kata par équipe   | Espagne- Paola García Lozano - Carla Guardeño León - Irene Alcaraz Carrión - Sara Tabuenca Serrano | Portugal- Ana Cruz - Natacha Fernandes - Maisa Caridade - Beatriz Portal               | Italie- Terryana D'Onofrio - Michela Rizzo - Elena Roversi - Orsola D'Onofrio               |
| Kata par équipe   | Espagne- Paola García Lozano - Carla Guardeño León - Irene Alcaraz Carrión - Sara Tabuenca Serrano | Portugal- Ana Cruz - Natacha Fernandes - Maisa Caridade - Beatriz Portal               | France- Maï-Linh Bui - Marie Bui - Léa Severan                                              |
| Kumite −50 kg     | Ema Sgardelli (CRO)                                                                                | Erminia Perfetto (ITA)                                                                 | Aleksandra Mihailova (LAT)                                                                  |
| Kumite −50 kg     | Ema Sgardelli (CRO)                                                                                | Erminia Perfetto (ITA)                                                                 | Shara Hubrich (GER)                                                                         |
| Kumite −55 kg     | Mia Bitsch (GER)                                                                                   | Jennifer Warling (LUX)                                                                 | Ivet Goranova (BUL)                                                                         |
| Kumite −55 kg     | Mia Bitsch (GER)                                                                                   | Jennifer Warling (LUX)                                                                 | Anna Chernyshova (EKF)                                                                      |
| Kumite −61 kg     | Olexandra Soholova (UKR)                                                                           | Beata Girvica (LAT)                                                                    | Anna-Johanna Nilsson (SWE)                                                                  |
| Kumite −61 kg     | Olexandra Soholova (UKR)                                                                           | Beata Girvica (LAT)                                                                    | Anastasiya Semenenko (GER)                                                                  |
| Kumite −68 kg     | Hannah Riedel (GER)                                                                                | María Nieto Mejías (ESP)                                                               | Elina Sieliemienieva (UKR)                                                                  |
| Kumite −68 kg     | Hannah Riedel (GER)                                                                                | María Nieto Mejías (ESP)                                                               | Elena Quirici (SUI)                                                                         |
| Kumite +68 kg     | Kyriakí Kydonaki (GRE)                                                                             | Dariya Bulay (UKR)                                                                     | Nikolina Golomboš (CRO)                                                                     |
| Kumite +68 kg     | Kyriakí Kydonaki (GRE)                                                                             | Dariya Bulay (UKR)                                                                     | María Torres García (ESP)                                                                   |
| Kumite par équipe | Allemagne- Johanna Kneer - Shara Hubrich - Mia Bitsch - Hannah Riedel - Madeleine Schröter         | France- Thalya Sombe] - Sydney Yvon - Natanaële Flamand - Clémence Péa - Jenna Touvrey | Italie- Viola Lallo - Silvia Semeraro - Clio Ferracuti - Veronica Brunori - Sofia Ferrarini |
| Kumite par équipe | Allemagne- Johanna Kneer - Shara Hubrich - Mia Bitsch - Hannah Riedel - Madeleine Schröter         | France- Thalya Sombe] - Sydney Yvon - Natanaële Flamand - Clémence Péa - Jenna Touvrey | Kosovo- Elmedina Istogu - Vlera Qerimi - Fortesa Orana - Behije Mustafa                     |

## Tableau des médailles
- Pays organisateur ( Arménie)

| Rang  | Nation     | Or | Argent | Bronze | Total |
| ----- | ---------- | -- | ------ | ------ | ----- |
| 1     | Allemagne  | 3  | 0      | 4      | 7     |
| 2     | Italie     | 2  | 2      | 4      | 8     |
| 3     | Espagne    | 2  | 2      | 2      | 6     |
| 4     | Croatie    | 2  | 2      | 1      | 5     |
| -     | EKF        | 2  | 1      | 1      | 4     |
| 5     | Turquie    | 2  | 0      | 2      | 4     |
| 4     | France     | 1  | 2      | 3      | 6     |
| 4     | Ukraine    | 1  | 2      | 2      | 5     |
| 4     | Grèce      | 1  | 0      | 2      | 3     |
| 4     | Monténégro | 0  | 1      | 3      | 4     |
| Total | Total      | 16 | 12     | 24     | 52    |

## liens externes
- Site officiel